# Puente Nuevo (París)
El Pont Neuf (lit., 'Puente Nuevo') es, pese a su nombre, el puente más antiguo de los que cruzan el Sena a su paso por París, localizado en la punta occidental de Île de la Cité.
Construido a finales del siglo XVI y terminado al comienzo del XVII, debe su nombre a la novedad que era en ese momento un puente desprovisto de casas y que proporcionaba aceras para proteger a los peatones del barro y de los caballos. También fue el primer puente de piedra en París que cruzaba todo el Sena. Aparece escrito «le pont Neuf», pero también «le Pont-Neuf».
Fue clasificado como monumento histórico en 1889 y en 1999, quedó incluido dentro de la delimitación del ámbito de Riberas del Sena en París, bien declarado patrimonio de la Humanidad por la Unesco.
Este sitio es servido por la estación de Pont Neuf. 

## Historia
Además de ser el más antiguo, este puente es también el más largo de la ciudad (232 metros). Su nombre se debe a que fue el primer puente de piedra que se construyó en París (los anteriores eran de madera). Es un puente en arco cuya construcción se decidió en 1577. El 2 de noviembre de ese año, Enrique III designa una comisión que sería la encargada de garantizar la correcta construcción del puente así como de realizar el seguimiento de los trabajos. Encargó a Claude Marcel, controlador general de finanzas, garantizar la conexión entre el propio rey y la comisión. La construcción quedó autorizada mediante carta real el 16 de marzo de 1578.
El 31 de mayo de 1578, Enrique III colocó la primera piedra del Pont Neuf en presencia de la reina madre Catalina de Médici y de la reina Luisa de Lorena. La construcción del puente se realizó bajo los reinados de Enrique III y de Enrique IV, entre 1587 y 1607. La obra se retrasó y los trabajos se suspendieron durante diez años, entre 1588 y 1598, por culpa de las guerras civiles. En 1599, el propio Enrique IV solicitó la reanudación de las obras que encargó a Guillaume Marchant y François Petit.
El 2 de enero de 1602, Enrique IV autorizó la construcción de una gran bomba de agua, conocida como "bomba de la samaritana", para abastecer de agua a los palacios del Louvre y de las Tullerías, así como al jardín de las Tullerías. Fue el primer puente de París que no estaba cubierto. 
El 23 de agosto de 1614, cuatro años después del asesinato del rey, se inauguró una estatua ecuestre de Enrique IV, encargada a Giambologna por María de Médici que se colocó en un terraplén de la Isla de la Cité, entre los dos contrafuertes del puente. La estatua quedó destruida durante la Revolución francesa y sustituida durante la Restauración por una nueva estatua, inaugurada en 1817, obra del escultor Lemot.

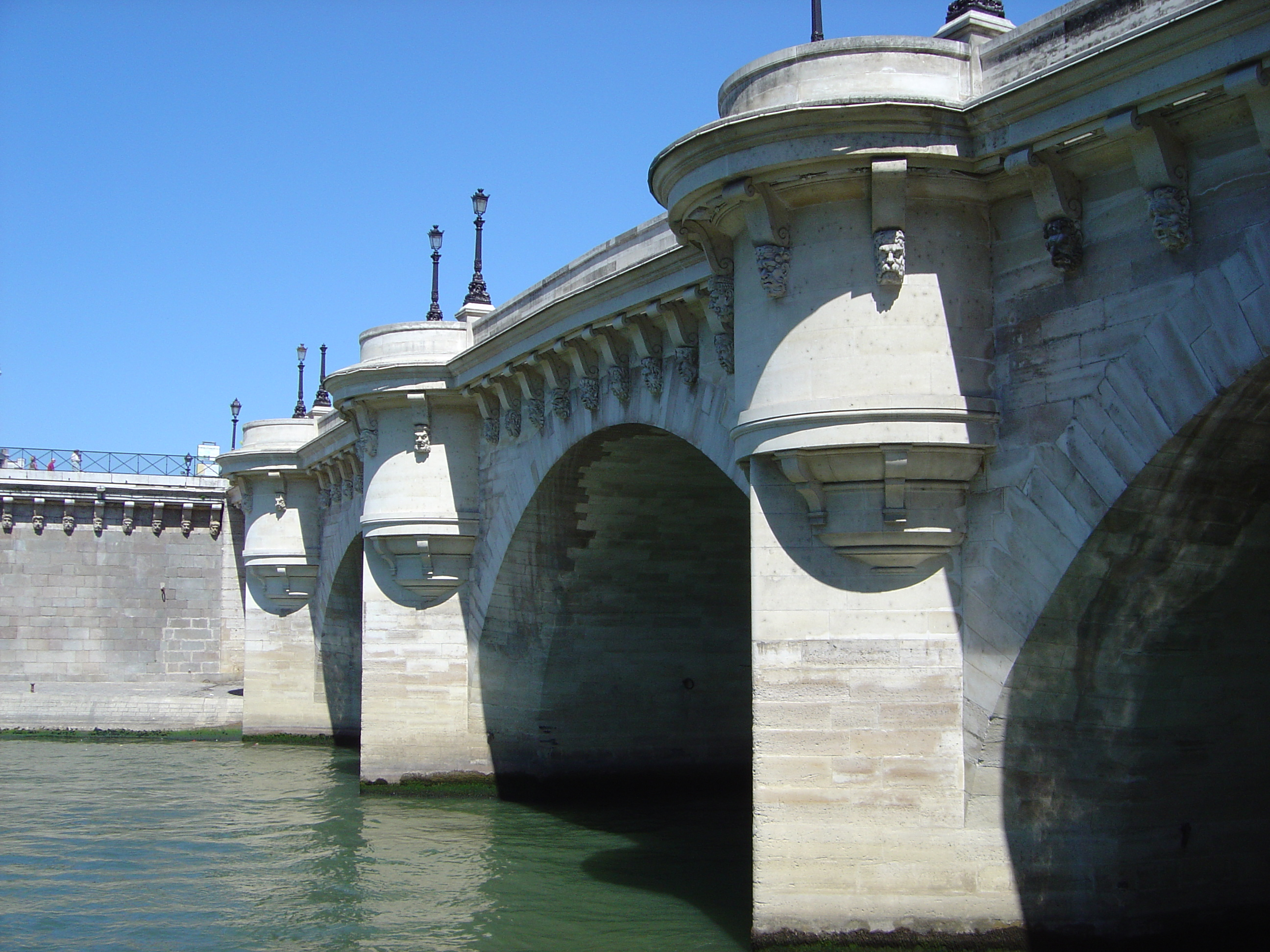
Detalle de los mascarones tallados.

## Arquitectura

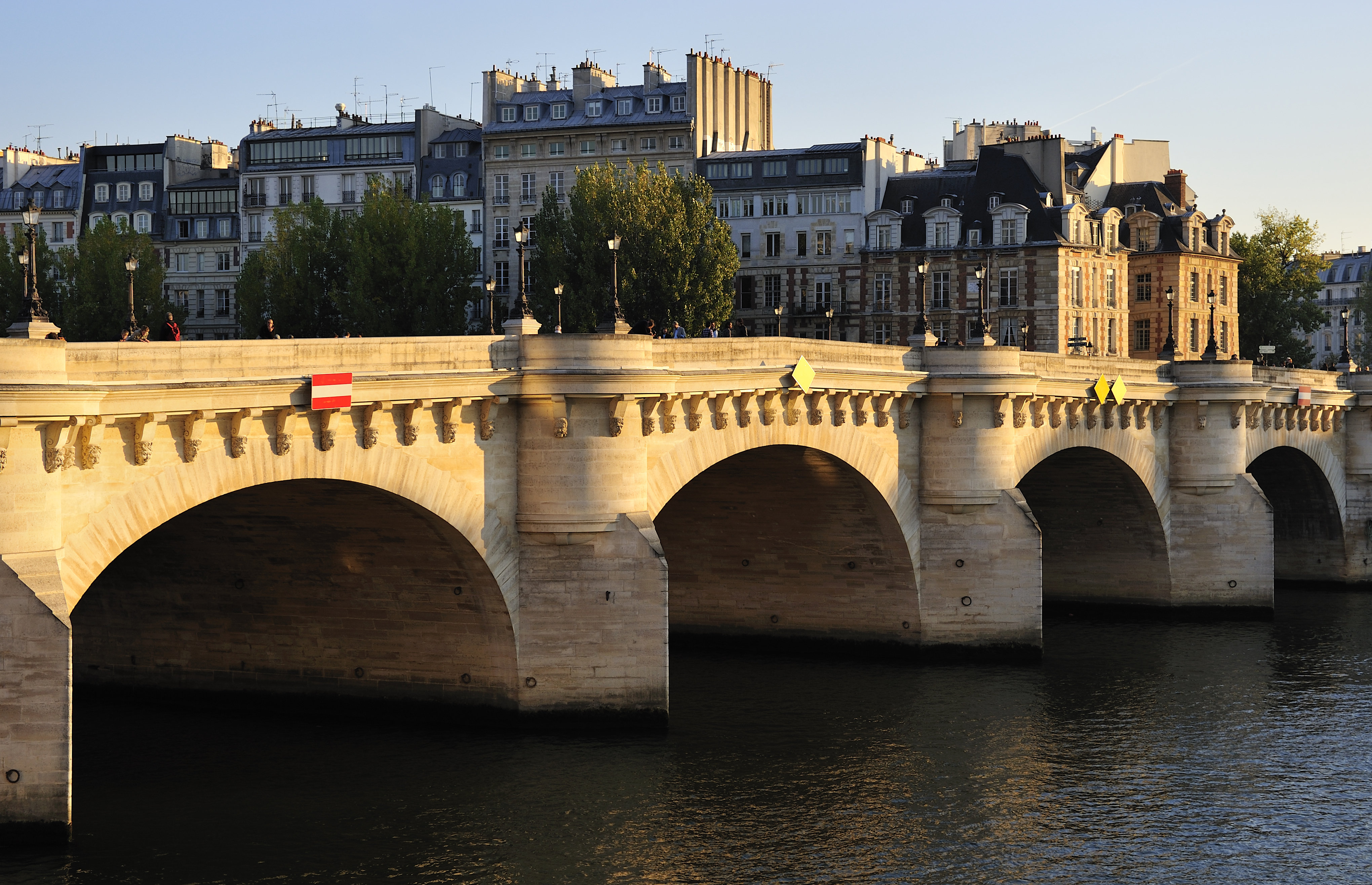
El Puente-Nuevo con sus muelles y mascarones.

El puente de mampostería mide 238 m de longitud. Su ancho es de 20,50 m (la calzada tiene 11,50 m, y las dos aceras, 4,50 m cada una). Como la mayoría de los puentes construidos en esa época, el Pont Neuf está compuesto de una serie de arcos cortos: el brazo grande, de 154 m de longitud, tiene siete arcos —de entre 16,40 m y 19,40 m— y el brazo pequeño, de 78 m de longitud, tiene cinco arcos —de entre 9 y  16,70 m—.  Sin embargo, presenta diferencias con otros puentes parisinos. En primer lugar, fue el primer puente que cruzaba toda la anchura del Sena, ya que conectaba la orilla izquierda, la orilla derecha y la parte más occidental de la isla de la Cité.
Además, disponía de aceras para los peatones (las primeras de París) y de «balcones» en forma de semicírculos sobre cada una de las pilonas. En estos «balcones», comerciantes y artesanos aprovechaban para vender sus mercancías. Otra de las novedades fue la ausencia de viviendas en sus bordes. Finalmente, fue la primera vez que se decoró un puente con una estatua ecuestre en honor de Enrique IV.

Elementos decorativos
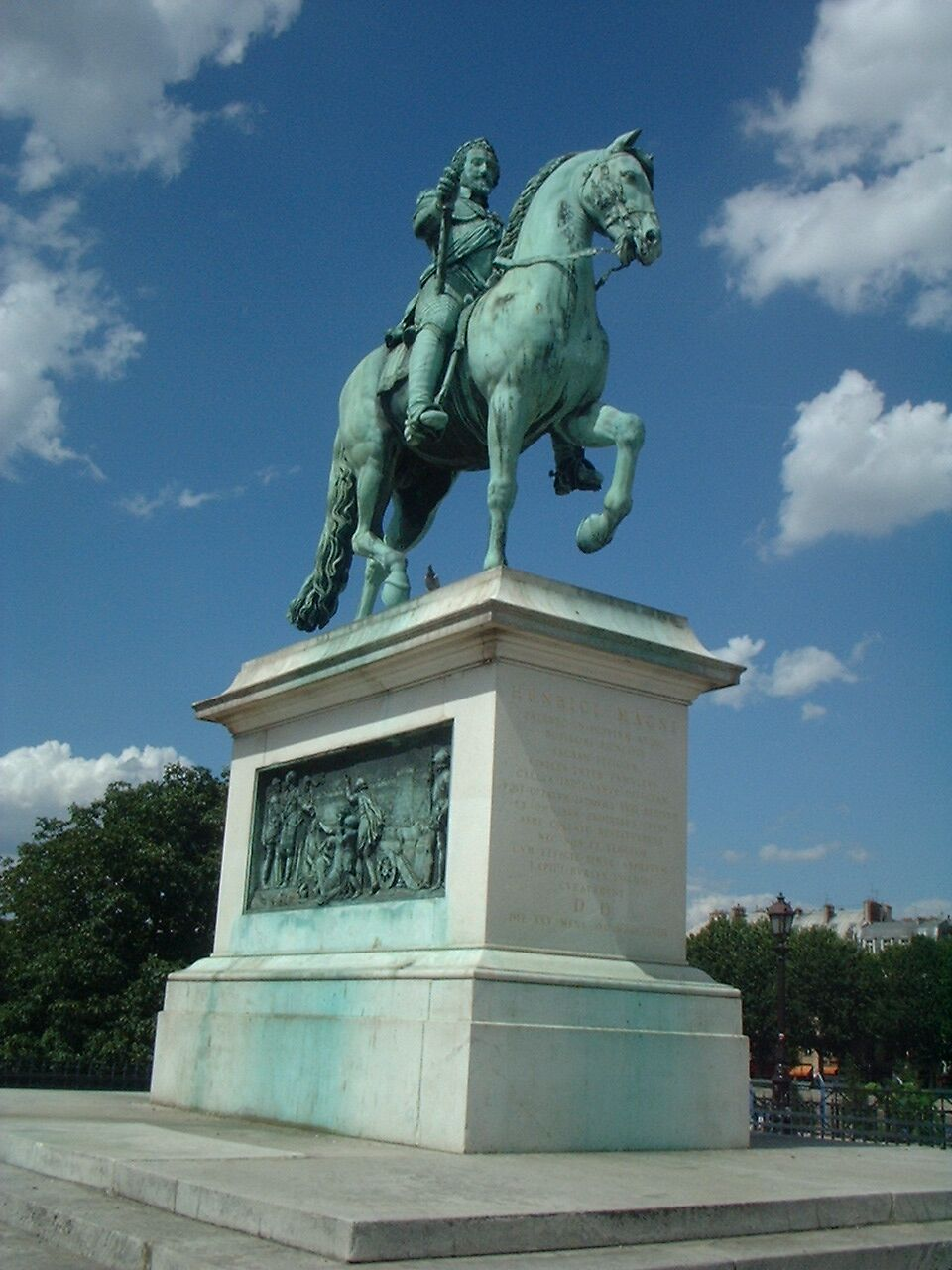
Estatua de Enrique IV.
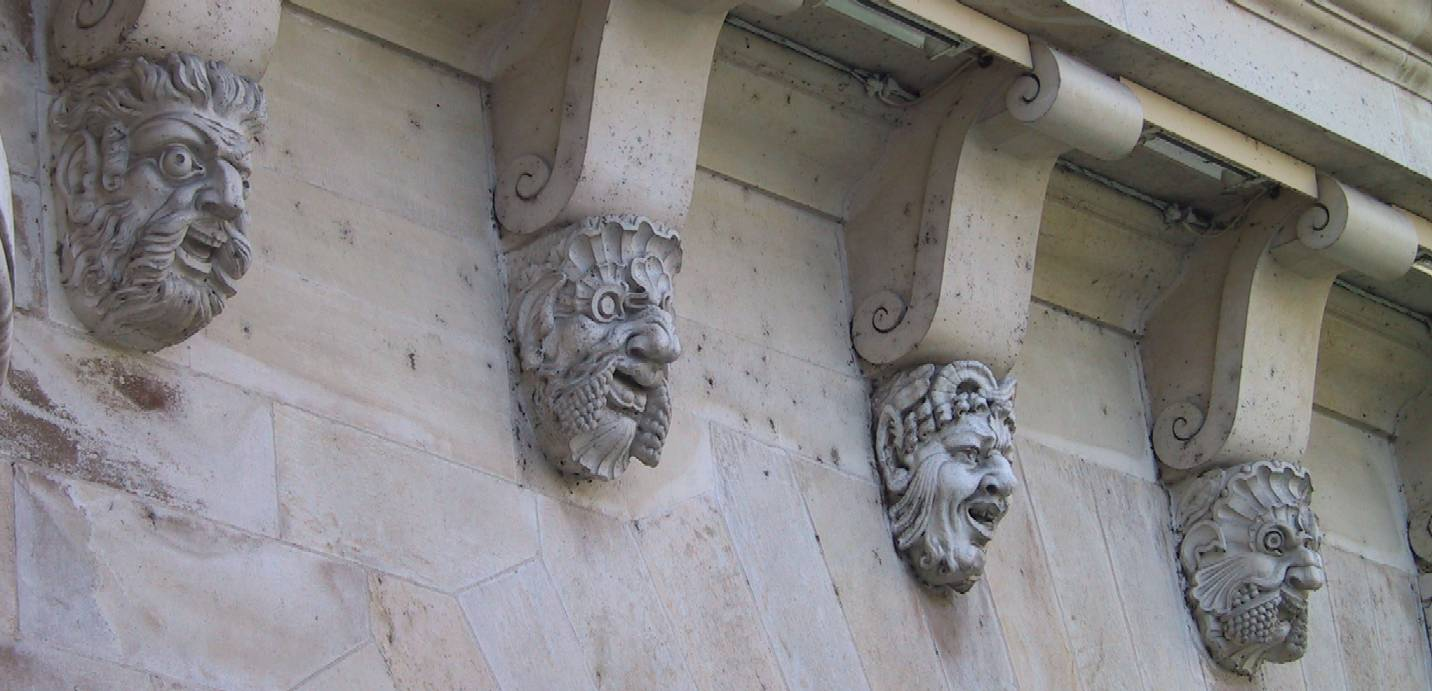
Mascarones.
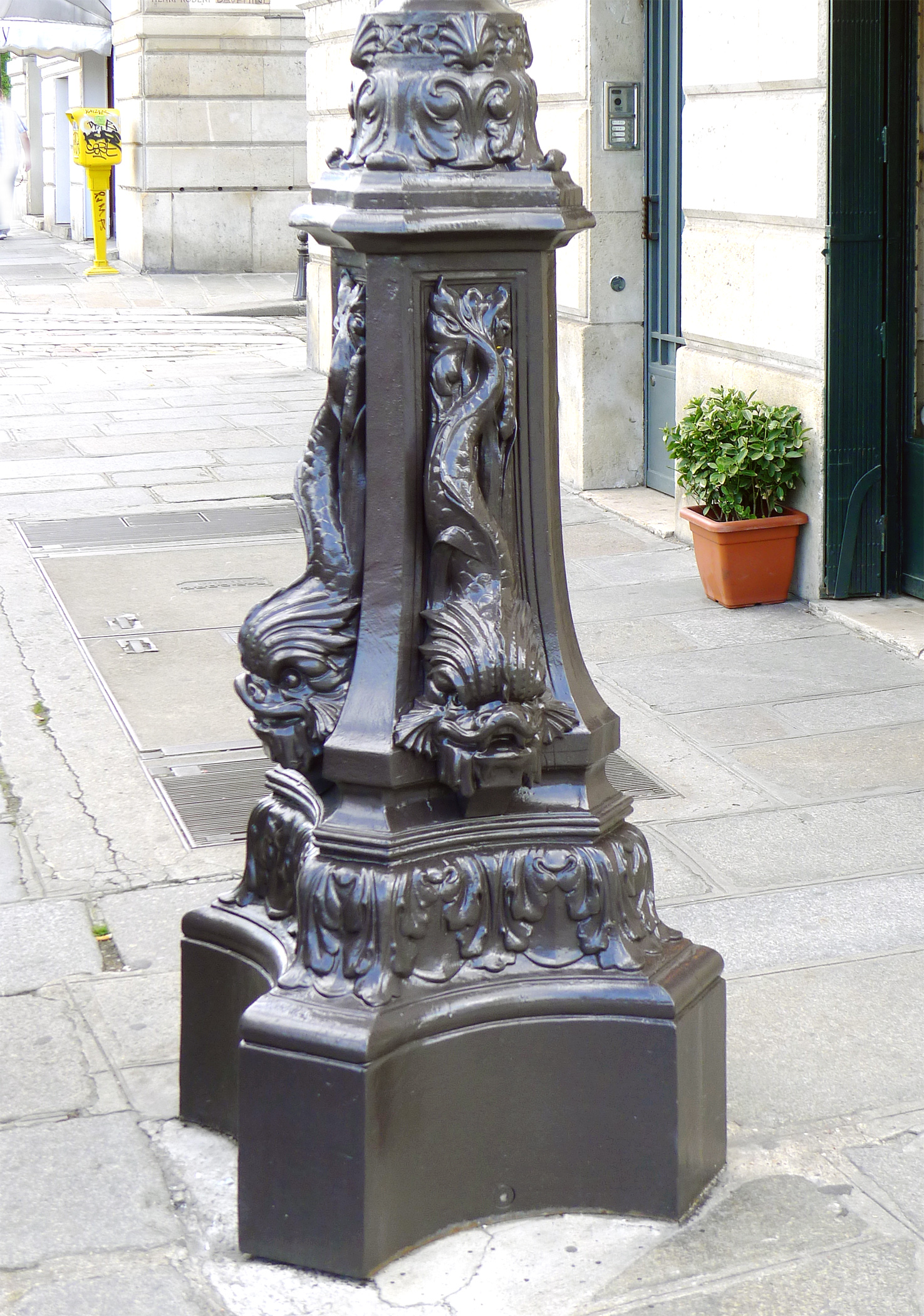
Parte inferior de una farola de puente.
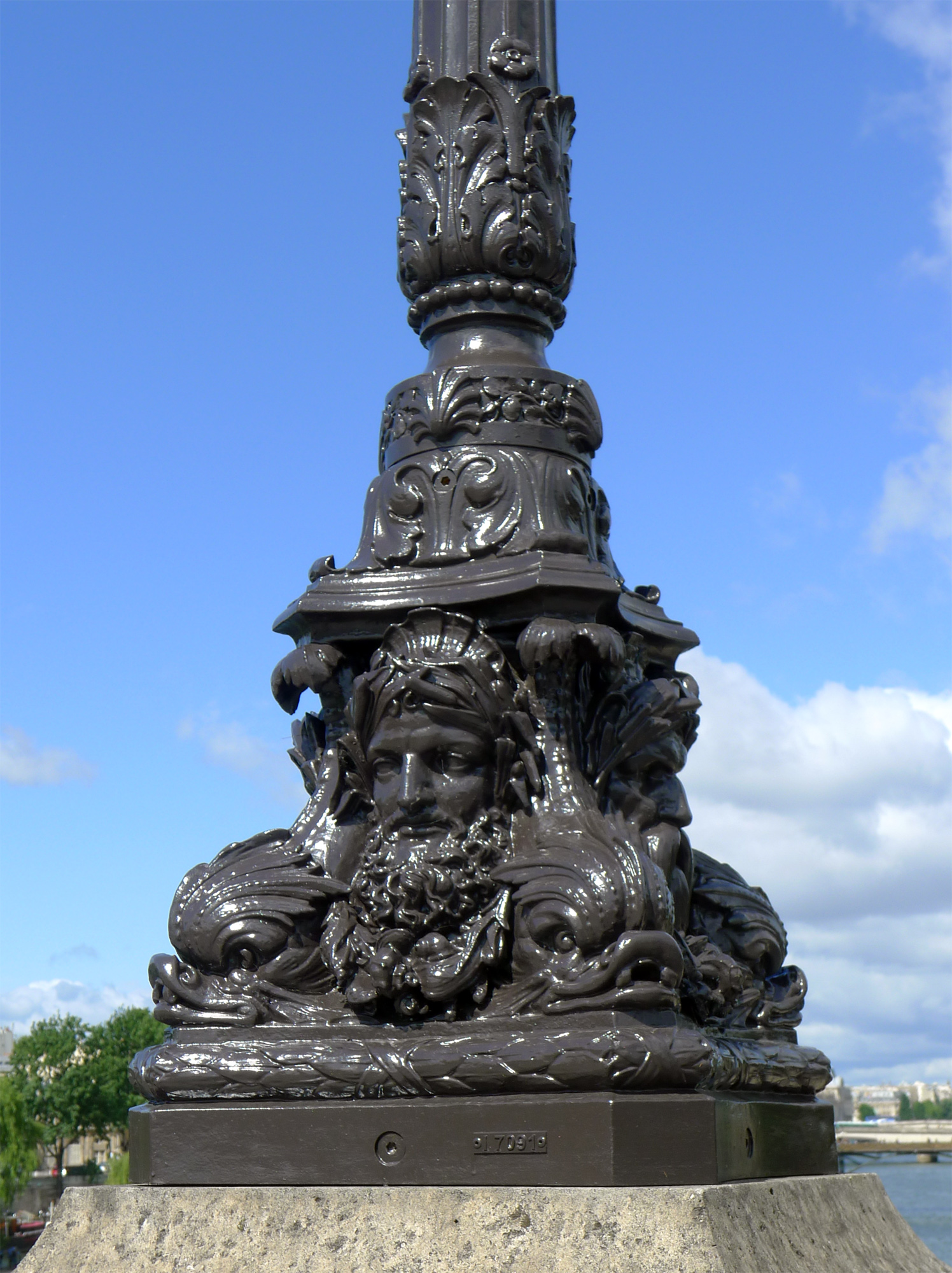
Mobiliario urbano.
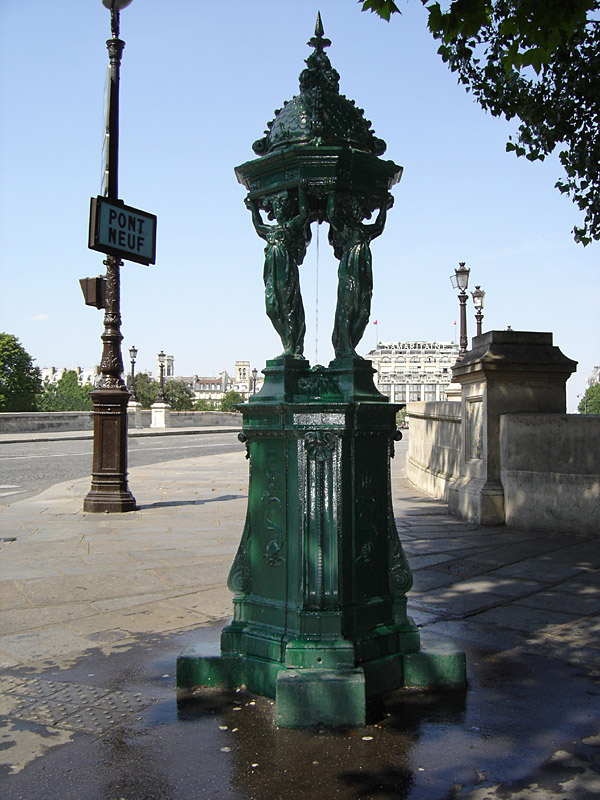
La Fuente Wallace.

- Vistas del puente

"Vistas
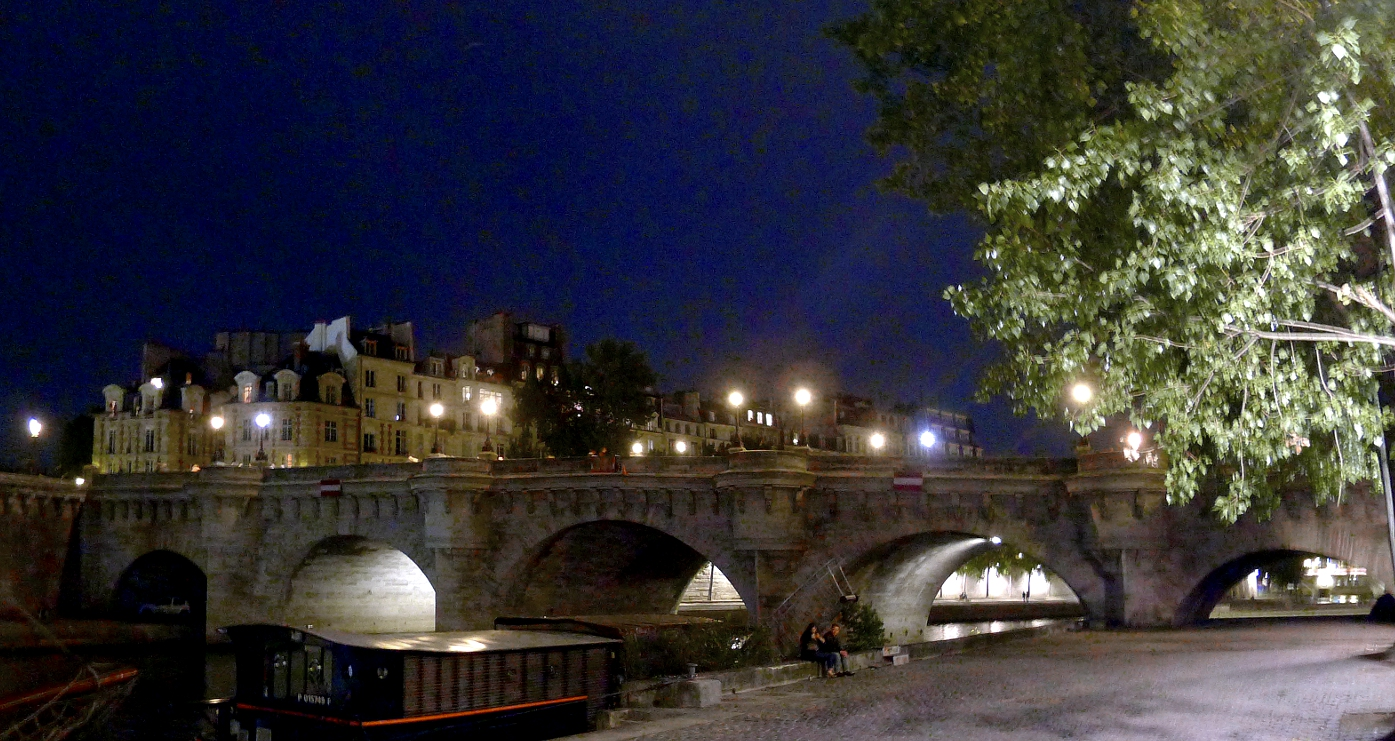
El Puente-Nuevo de noche.
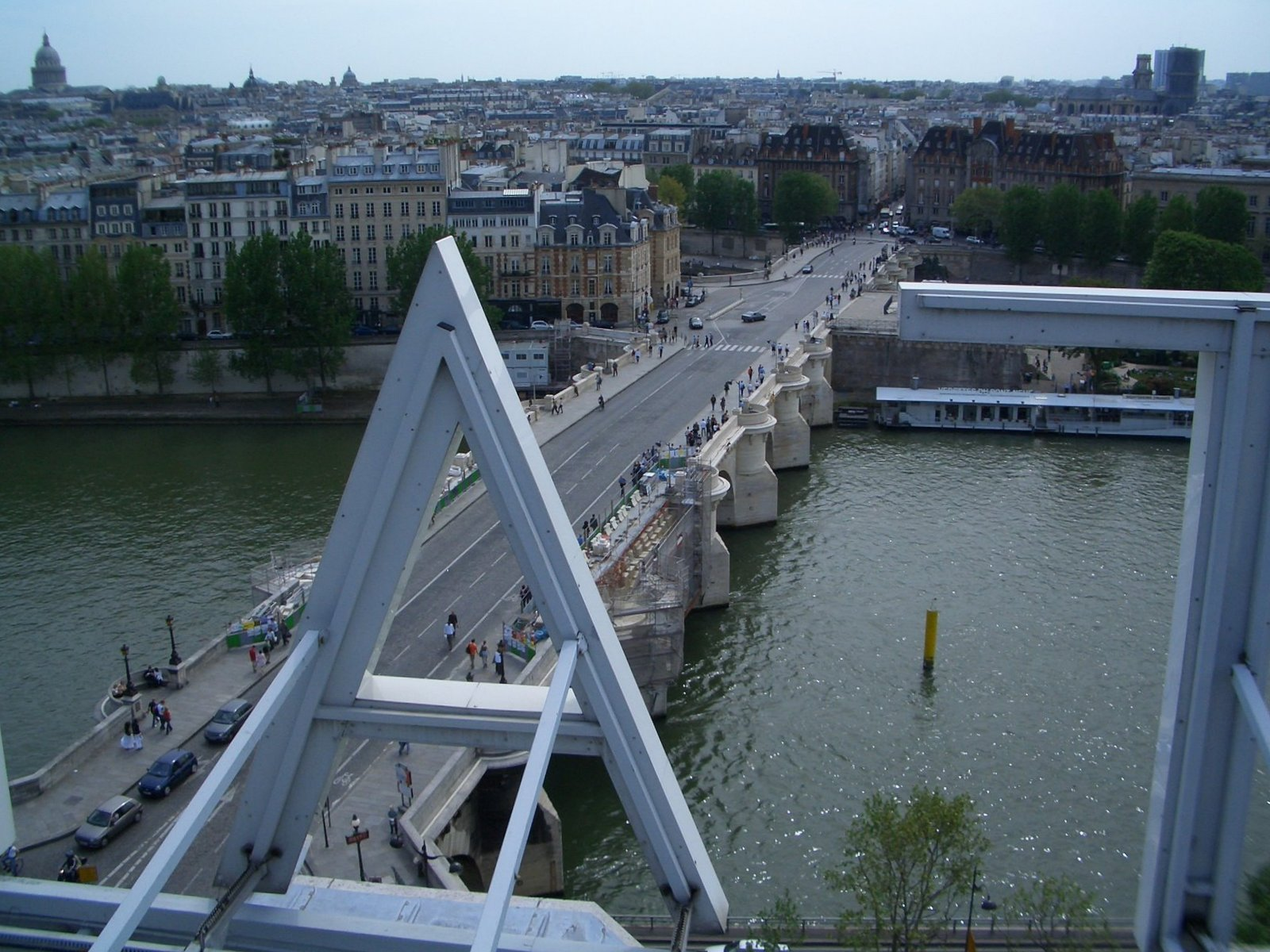
El Pont-Neuf visto desde arriba desde La Samaritaine.
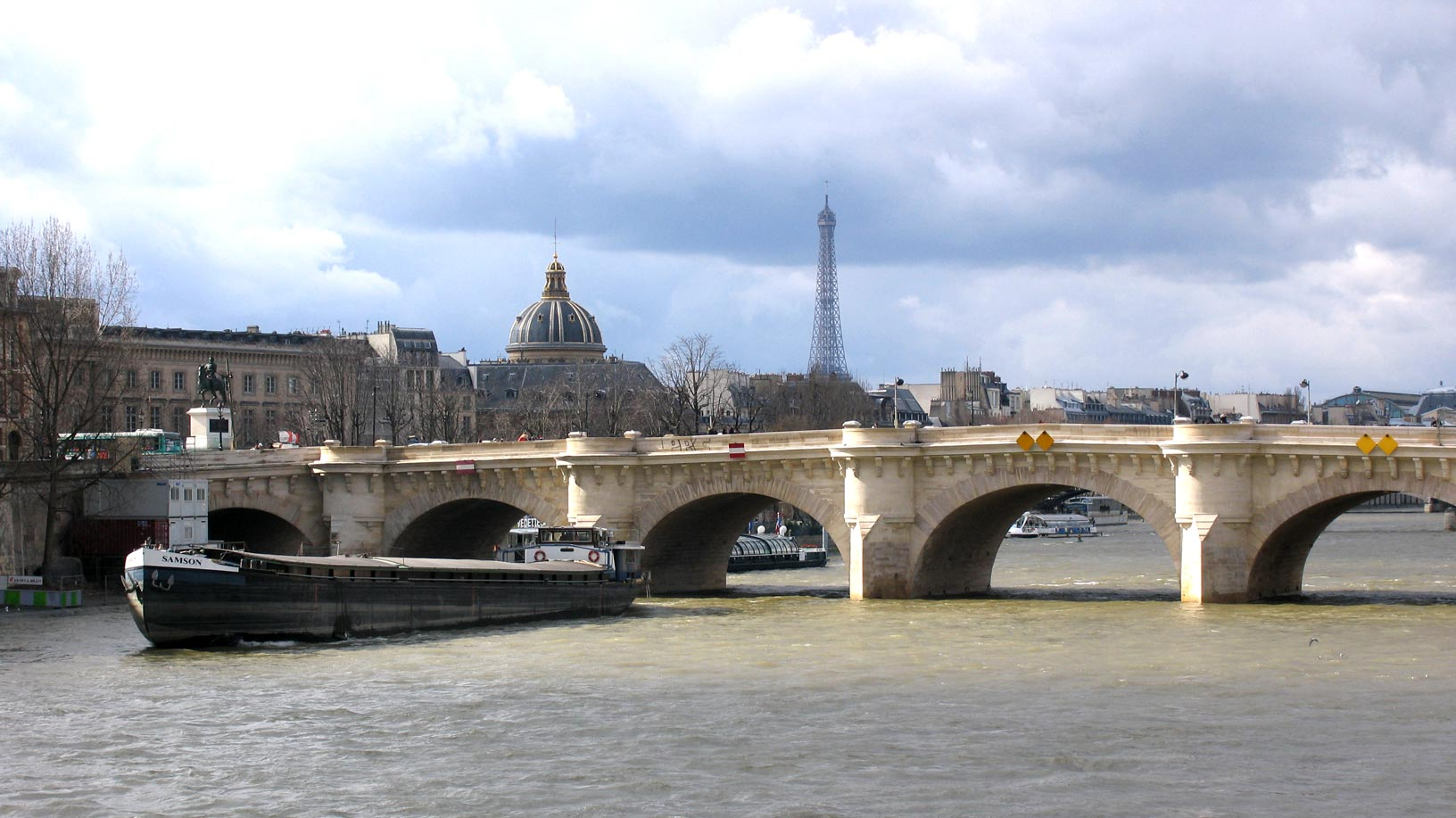
Vista desde la rivera derecha (Muelle de la Mégisserie).
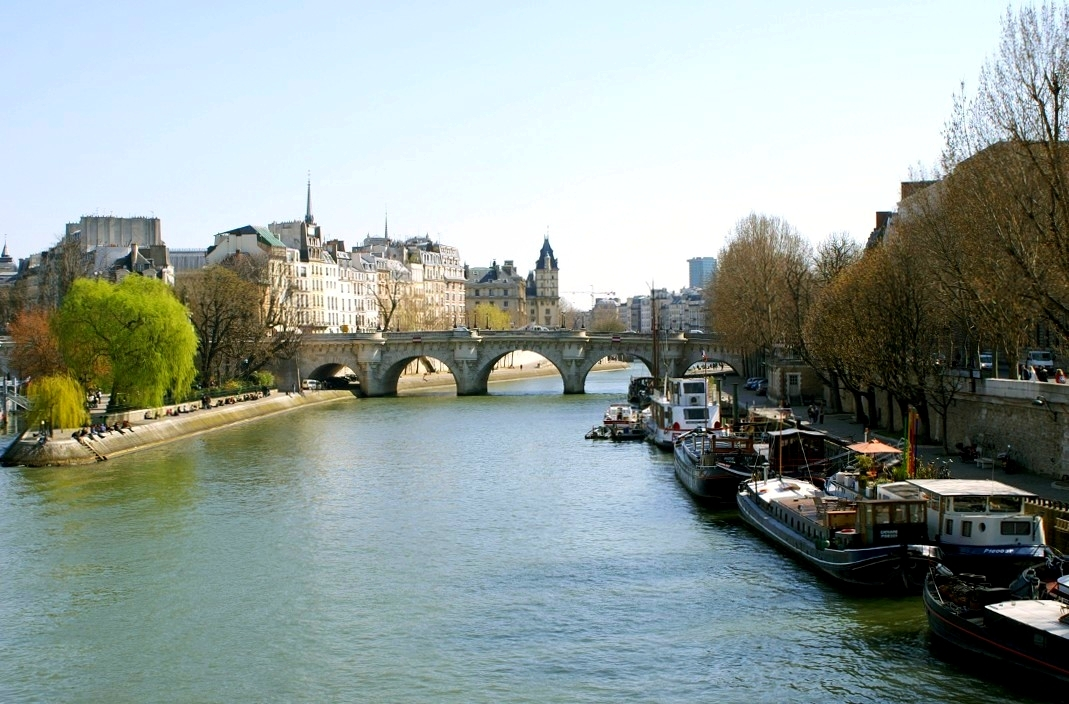
Visto desde el Puente de las Artes.
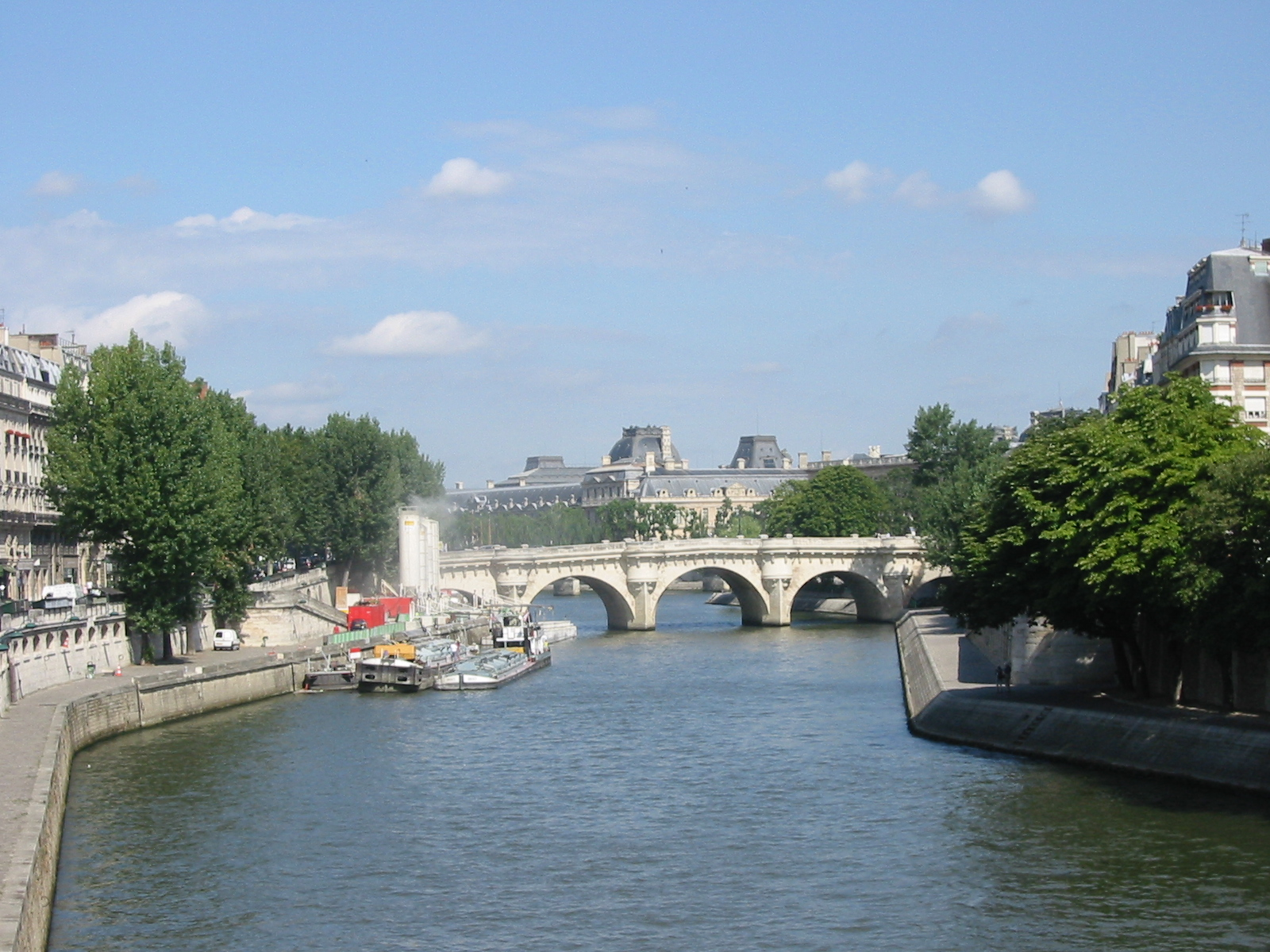
Visto desde el Puente Saint-Michel.

## Los negocios del Puente Nuevo
Los establecimientos comerciales, tiendas y en general las actividades comerciales sobre el Puente Nuevo y sus alrededores, fueron vestigios de una larga actividad comercial popular, desde 1600 hasta 1850.
Desde su inauguración a principios del siglo XVII hasta mediados del siglo XIX, el Puente Nuevo fue un vasto mercado al aire libre, como muchas arterias de París.